# Axel Hägerström
Axel Anders Theodor Hägerström (né le 6 septembre 1868 à Vireda (nl), Comté de Jönköping - mort le 7 juin 1939), est un philosophe et juriste suédois. Tenant d'une philosophie morale non-cognitiviste, il a inspiré l'école d'Uppsala et notamment les théoriciens du réalisme juridique Karl Olivecrona, Anders Vilhelm Lundstedt (en) et, mais de façon plus périphérique, Alf Ross.

## Biographie
Axel est né dans un milieu social lié à la théologie, il est issu d'un père pasteur suédois, il entreprend à l'université d'Uppsala des études en rapport avec la théologie et il commença une carrière de philosophe.
La plupart de ses travaux ont été publiés par la Muirhead Library of Philosophy (en).
En 1925, il devient Inspektor (en) dans une nation universitaire nommé Nation Östgöta (en), qu'il quittera en 1933.

## Philosophie
Il défendait des thèses non-cognitivistes sur le plan moral, à savoir qu'il affirmait que les valeurs ne pouvaient faire l'objet de jugement de vérité, car toute affirmation sur une valeur est, selon lui, entachée de présupposés émotionnels du sujet (leçon de 1911 intitulée On the Truth of Moral Ideas). Il portait ces thèses de façon assez radicale, niant par conséquent toute signification aux termes « droits » ou « devoirs », qu'il considérait comme appartenant à une histoire dépassée de la métaphysique, s'inspirant ainsi du positivisme logique du cercle de Vienne. En ceci, il prenait le contre-pied du philosophe idéaliste Christopher Jacob Boström (en) (1797-1866), maître-à-penser de toute une génération.
Cette perspective non-cognitiviste ne le conduisait pas à rejeter la philosophie morale, mais uniquement à lui dénier toute capacité normative: celle-ci devait s'effectuer de façon axiologiquement neutre, en tant qu'étude scientifique de la morale. De là, il s'est engagé sur le terrain de la philosophie du droit, en examinant par exemple le concept juridique de « déclaration d'intention » ("The Concept Declaration of Intent in the Sphere of Private Law" (''Om begreppet viljeförklaring i privaträtten) in Inquiries into the Nature of Law and Morals): selon lui, ce concept n'avait ainsi pas d'« existence objective », et par suite, une théorie scientifique du droit ne pourrait être qu'une « connaissance des normes sociales factuelles du comportement », ce qui, de fait, semble réduire la théorie du droit à une sociologie ou une ethnologie. Cette interprétation, cependant, est contestée par certains commentateurs , qui considèrent qu'au contraire, en critiquant l'absence de fondement de certains concepts juridiques, Hägerström se limitait à une critique du jusnaturalisme, qui considérait par exemple que la force et la validité d'une déclaration d'intention résidait dans la « volonté » du sujet (philosophie) lui-même. Or, Hägerström se contenterait, en fait, de montrer que la validité d'un tel concept juridique, vide sur le plan sémantique ou métaphysique, ne peut provenir que de l'ordre juridique lui-même: plutôt qu'un empirisme juridique similaire à celui des Américains (Oliver Holmes, etc.), le philosophe Hägerström défendrait en fait le positivisme juridique de la doctrine, se contentant de décrire l'ordre juridique et de dériver les concepts juridiques de celui-ci, plutôt que de réalités métaphysiques inexistantes ou, en tout cas, hors d'atteinte de tout examen scientifique.

## Publications
- Aristoteles etiska grundtankar och deras teortiska förutsättningar, Uppsala, Akamemiska boktrykeriet, E. Berling, 1893
- 'Axel Hägerström', Filosofiskt lexikon, ed. Alfred Ahlberg, Natur och Kultur, 3e, 1951
- Philosophy and Religion, (1964), traduction anglaise de Robert T. Sandin
- Inquiries into the Nature of Law and Morals, Stockholm: Almqvist & Wiksell, ed. Karl Olivecrona, transl. C. D. Broad.